# Frank Pasquale
Frank A. Pasquale (nascido em Dunkirk, em maio de 1974) é um professor de direito da Universidade de Maryland, nos  Estados Unidos da América, e autor do livro The Black Box Society – The Secret Algorithms That Control Money and Information (A Sociedade da Caixa Preta  – Os Algoritmos Secretos que Controlam Dinheiro e Informação, em tradução livre), publicado pela editora Harvard University Press, em 2015.

## Biografia
Frank Pasquale cursou bacharelado ( Bachelor of Arts - B.A.) em Estudos Sociais pela  Universidade de Harvard (1996), Mestrado em Filosofia (Master of Philosophy - M.Phil.), com ênfase em Política, pela Universidade de Oxford (1998) e Doutor em Direito (Juris Doctor) pela Faculdade de Direito de Yale (2001).
Seu campo de pesquisa é o direito da informação (information law). Dedica-se mais precisamente a entender como as leis podem contribuir com a pesquisa translacional, com o aumento da inteligência e com uma política industrial mais produtiva. Desenvolve uma teoria social da informação fundamentada em exemplos práticos. Tem por objetivo uma política econômica da inovação ajustada para promover o bem-estar do ser humano para além das estruturas institucionais atuais.
Por sua produção acadêmica é frequentemente convidado a colaborar como consultor, conselheiro ou mesmo testemunha para instituições e órgãos ligados ao governo norte-americano como a Comissão Federal do Comércio (FTC), o Departamento de Saúde e Serviços Humanos (US HHS), do Departamento de Assuntos para Veteranos (US VA), do Departamento de Segurança Interna (US DHS) e para o Congresso_dos_Estados_Unidos.
Desde 2011, atua na proposição e na revisão de documentos e manuscritos para a imprensa de universidades como Harvard, Yale, Michigan e Massachusetts Institute of Technology (MIT).
Presidiu, entre 2011 e 2013, a Seção de Privacidade e Difamação da Associação Americana de Escolas de Direito (American Association of Law Schools - AALS). Posteriormente, na mesma entidade, participou do Conselho Executivo da Seção de Legislação sobre Saúde, de 2011 a 2013.
Foi membro do Conselho sobre Big Data, Ética e Sociedade da Fundação Nacional de Ciências (US NSF), entre 2014 e 2016.
Frank Pasquale também colabora para o blog Boletim da Saúde (Bill of Health) da Faculdade de Direito de Harvard, onde escreve sobre tecnologia e política.

## Vida acadêmica e obra

### Direito da Informação
No campo do direito da informação, Pasquale estuda reputação digital, pesquisas na Internet e finanças. Propõe uma agenda de regulação de dados e algoritmos "caixa-preta" (como ele denomina os sistemas e softwares fechados à compreensão pública). Foi chamado pela jornalista Carole Cadwalladr, do jornal The Guardian, como um dos líderes do movimento global algorithmic accountability, que defende responsabilidade no uso dos algoritmos.
Durante 2016, foi co-organizador de conferências sobre essas temáticas na Faculdade de Direito de Yale, recebendo o reconhecimento do Gabinete de Proteção Financeira do Consumidor (US CFPB) do governo dos EUA, da US FTC, da  Comissão Europeia, e do Nobel Prize Dialogue (organizado pela fundação que concede o Prêmio Nobel).
Nas áreas de mídia e comunicação, desenvolve análises jurídicas abrangentes quanto a barreiras e oportunidades para a regulação de plataformas de Internet. Seus textos sobre transparência qualificada, sobre transparência algorítmica e sobre neutralidade em buscas digitais têm se tornado referências intelectuais para pesquisadores em todo o mundo. Também estuda privacidade, vigilância e como regular sistemas de rankings, de pontuação e de classificação gerados automaticamente por algoritmos.

### Legislação e Políticas de Saúde
No campo de legislação e políticas de saúde, investiga a política de uso de dados na área de assistência médica, as consequências não-intencionais derivadas da interação dos rápidos avanços tecnológicos com as regras legais (como privacidade, propriedade intelectual e leis antitruste) e ética.

### Política Econômica
Quando examina política econômica, investiga as relações entre poder econômico e atores políticos, usando as áreas de assistência médica e de financiamento educacional como exemplos da influência do setor privado em políticas públicas (como nas regras orçamentárias e contábeis). Avalia deficiências da política antitruste dos EUA, estuda sobre concorrência, sobre políticas de privacidade, sobre o papel do uso de dados na concentração industrial e sobre propriedade intelectual.

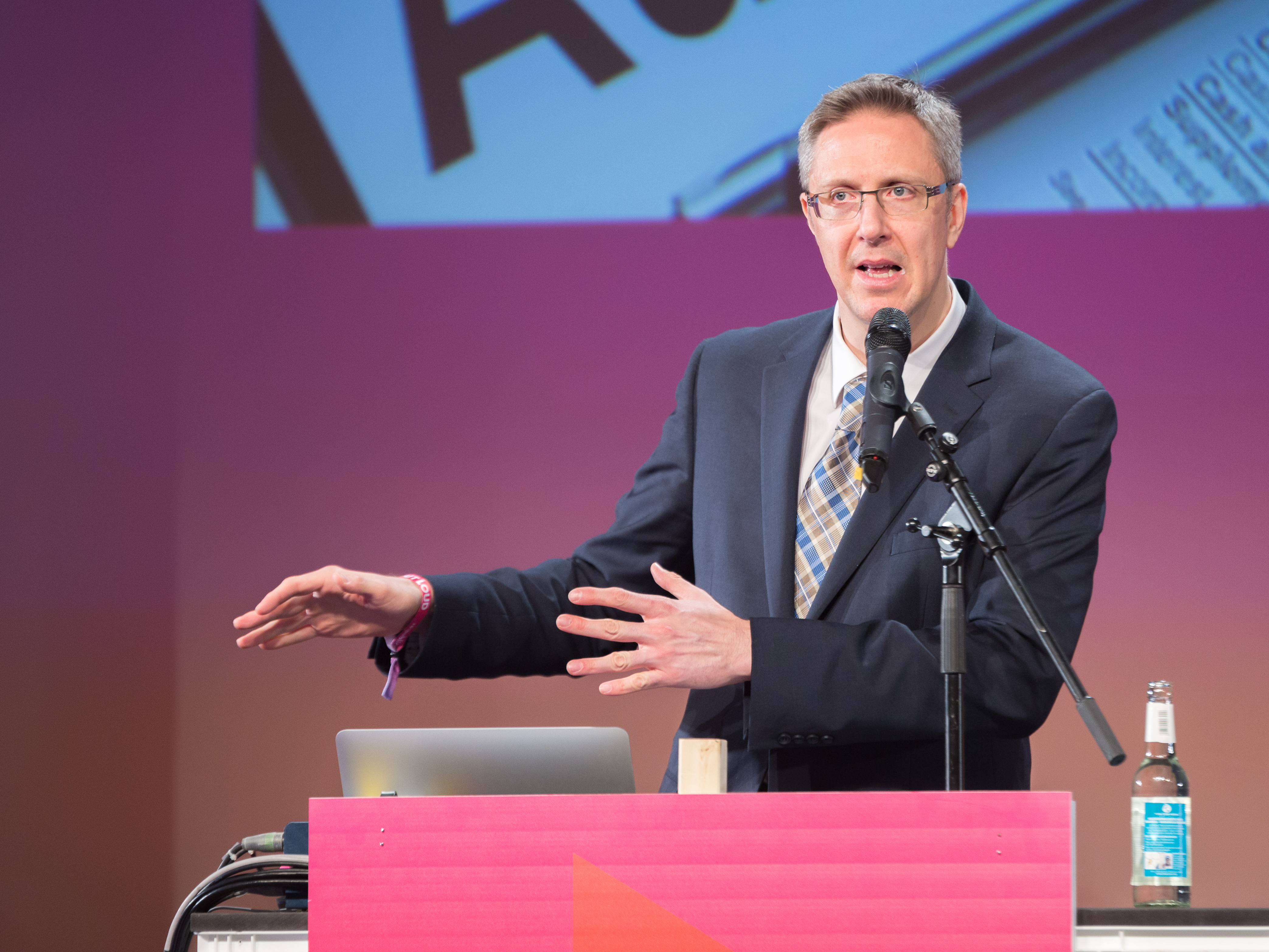
Re:publica 2017 Berlin

### Influência
Frank Pasquale foi um dos dez pesquisadores de legislação em saúde mais citados entre 2010 e 2014 no relatório sobre faculdades de direito realizado por Brian Leiter, da Universidade de Chicago. Com cerca de 300 referências, ficou na 6ª posição do ranking. O trabalho de Pasquale também é referência para jornais, mídia, acadêmicos e gestores públicos no Brasil:
Em março de 2015, o caderno de Economia & Negócios do jornal Estadão citou Frank Pasquale em reportagem sobre o uso de smartphones, tratando da importância da transparência e do limites do uso de dados obtidos por meio sistemas digitais por parte de governo e empresas.
Em fevereiro de 2016, o jornal Valor Econômico publicou matéria na qual Frank Pasquale aborda os riscos potenciais de exposição de dados pessoais de saúde de funcionários, já que algumas empresas privadas supostamente interessadas em conter custos com assistência médica estariam pagando firmas especializadas em colher dados de bem-estar e saúde dos empregados para identificar e prevenir doenças.
Em outubro de 2016, artigo  da publicação eletrônica poliTICs, ao tratar da influência negativa de algoritmos e os riscos para os cidadãos, utiliza o livro The Black Box Society, que descreve o caso de alguns planos de saúde, nos EUA, que se negaram a aceitar uma mulher que consumia antidepressivos para facilitar o sono. Os registros históricos e o uso de tais medicamentos foram utilizados contra ela por essas empresas.
Em fevereiro de 2017, artigo  publicado no sítio da Sociedade Científica fala da importância dos algoritmos na sociedade atual e como, na visão de Pasquale, os consumidores podem se proteger de efeitos injustos dos sistemas computacionais, como com a aplicação mais rígida de leis existentes sobre práticas enganosas ou de proteção ao consumidor.
O livro The Black Box Society é leitura obrigatória na disciplina Sociedade da Informação: Cultura, Comunicação e Mídia do curso de Pós-graduação em Ciência Humanas e Sociais da Universidade Federal do ABC (UFABC), ministrada pelo Professor Dr. Sérgio Amadeu da Silveira, em 2017.

## Títulos
- Professor de Direito (desde 2013) da Faculdade de Direito Universidade de Maryland, em Baltimore.
- Professor em Regulação de Assistência de Saúde (2010-2013) e de Direito (2004-2009) da Universidade Seton Hall, em Nova Jersey.
- Professor visitante (Visitant Fellow) do Centro de Política de Tecnologia da Informação da Universidade de Princeton (2010-2011), em Nova Jersey.
- Professor visitante da Faculdade de Direito Cardozo da Universidade Yeshiva (2009), em Nova Iorque.
- Professor visitante da Faculdade de Direito de Yale (2009), em New Haven, onde participa do Projeto Yale sobre a Sociedade da Informação.

## The Black Box Society
A obra mais importante de Frank A. Pasquale até o momento é o livro The Black Box Society, publicado em 2015, que discute o papel dos algoritmos nos sistemas de reputação da Sociedade da Informação e para os rumos da economia mundial. O termo black box  ("caixa-preta") tem duplo sentido: vale como metáfora para as caixas-pretas de aviões (que monitoram todos os sistemas de maneira ininterrupta e armazena todos os dados possíveis), mas também para representar algoritmos fechados, opacos, que não permitem enxergar seu conteúdo.
O livro The Black Box Society tem recebido críticas científicas positivas, como as da European Data Protection Law Review, uma influente publicação acadêmica europeia, de periodicidade quadrimestral.
Análises e entrevistas sobre o livro são veiculadas em diversos idiomas como português, francês, russo, dinamarquês, italiano, espanhol e alemão. Há traduções da obra para francês, chinês mandarim, coreano e sérvio.